# Don’t Make Me Over (Гриффины)
Don’t Make Me Over (с англ. — «Не заставляй меня») — четвёртая серия четвёртого сезона мультсериала «Гриффины». Премьерный показ состоялся 5 июня 2005 года в США на телеканале «Fox».

## Сюжет
У Мег — очередное неудачное свидание со школьным красавчиком Крейгом Хоффманом, и поэтому она начинает переживать по поводу свой внешности, и обращается за поддержкой к семье. Чтобы ободрить дочь, Лоис берёт её в торговый центр, купить модной одежды, но это не приносит результатов. Тогда, услышав по Пятому каналу сообщение Тришы Таканавы, Лоис решает порадовать Мег новым макияжем. После процедур Мег становится невероятно красивой, и её популярность в школе взлетает до небес.
Тем временем бар «Пьяная Устрица» переживает не лучшие времена: тот самый торговый центр построен прямо напротив них. Питер и другие завсегдатаи пытаются помочь любимому заведению. Они приносят караоке из подвала бара, и посетителей резко прибавляется после того, как Питер, Кливленд, Куагмир и Джо вместе исполняют зажигательную версию песни Journey «Don't Stop Believin'».
Воодушевлённые успехом, друзья образуют музыкальную группу «Толстый, Озабоченный, Чёрный и Джо» («Fat, Horny, Black, and Joe»), и отправляются на своё первое выступление — в местную тюрьму. Но перед самым началом выступления до друзей доходит, что они не знают наизусть ни одной песни. Разочарованные заключённые почти поднимают бунт, но группу выручает семья Гриффинов, которая исполняет слащавую песню «Buy Me a Rainbow» («Купи мне радугу») в стиле «варьете 1970-х». Солистка — обворожительная Мег.
Семья сразу после выступления подписывает контракт с известным музыкальным продюсером. Из Мег решают сделать новый молодёжный секс-символ. «Звёздная болезнь» ударяет в голову девочке, вызывая недовольство семьи, но, тем не менее, все едут на выступление в Нью-Йорк.
В студии лишение девственности Мег показывается в прямом эфире шоу Saturday Night Live, как часть представления, хотя она даже не подозревает об этом. Питер завязывает драку с ведущим Джимми Фэллоном, лишившим Мег девственности, но совершенно по другой причине.
Гриффины возвращаются домой, где Мег возвращает себе прежний облик. После этого оказывается, что шоу продолжается, и Гриффины, выходя из гостиной, подходят к сцене, на которой собрались люди, принимавшие участие в создании эпизода. Питер благодарит всех в стиле «Saturday Night Live».
Эпизод заканчивается тем, что Брайан сидит дома перед телевизором, выключает его, а потом начинает лаять в камеру.

## Создание
Автор сценария: Джин Лауфенберг, режиссёр: Сара Фрост, приглашённые знаменитости: Боб Уидмер (в роли Железного Дровосека), Тара Стронг (певческий голос Мег), Джин Симмонс (камео), Джимми Айовайн (в роли музыкального продюсера Гриффинов; камео) и Лайза Уилхойт (в роли Конни Д’Амико).
- Рабочим названием эпизода было Extreme Makeover: Meg Edition (Экстремальный макияж: Версия Мег).
- Премьеру эпизода посмотрели 7 230 000 американцев[1].
- Видный бизнесмен, владелец нескольких компаний Лео Брент Бозелл-третий привёл в пример этот эпизод, объясняя, почему он так не любит этот мультсериал[2].
- Имя красавчика Крейг Хоффман — пародия на продюсера первых трёх сезонов мультсериала.
- Продюсер Доктор Дидди (гибрид Доктора Дрея и Дидди) принимает участие в судьбе музыкальной группы Гриффинов.